# Skattkarta

En skattkarta.

Skattkarta är en karta som sägs visa vägen till en, ofta gömd, skatt eller annan förmögenhet. I populärkulturen brukar platsen för skatten markeras med ett "X" på skattkartan, medan resvägen till platsen brukar markeras med en streckad linje.
Skattkartor var och är vanligt förekommande i berättelser om sjörövare.
Den första fiktiva skattkartan förekom i romanen The Sea Lions av James Fenimore Cooper 1849. Ett mer känt exempel förekommer i Skattkammarön av Robert Louis Stevenson från 1883. Det har skapat en hel del myter om pirater som sägs ha hittat eller grävt ner en skatt, och sedan antecknat det hela på en karta som sägs leda till skatten i fråga. Några av de mest berömda sjörövarna som sägs ha grävt ner skatter är Henry Morgan och Kapten Kidd; deras påstådda skattgömmor eftersöks ännu.
Enligt den svenske historikern Dick Harrison tyder inget på att pirater brukade gräva ner skatter. Istället tog de skatterna med sig. Enligt Harrison var det vanligare att andra människor gömde skatter med rädsla för att bli plundrade. Men det var åtminstone mycket ovanligt att det fanns en tillhörande skattkarta. Det har upptäckts fynd, som den så kallade kopparrullen (3Q15), som var skriven på tennutblandad koppar istället för papyrus eller pergament. Det var en beskrivning och ingen konkret karta. Forskare har heller inte upptäckt några skatter på platsen enligt anvisningarna, vilket kan ha naturliga förklaringar som att någon annan hann före. Det hände också att de som gömde skatter grävde fram dem själva.
Skattkartor används även i lekar där någon gömmer en skatt och ritar en skattkarta, medan någon annan får leta efter skatten med hjälp av skattkartan. Skatten behöver då inte ha något större värde.